# Canala
Canala é uma comuna da Nova Caledônia. A comuna é uma região ultramarina do território da França no Oceano Pacífico. Em 25 de abril de 1995, 47% do território de Canal foi separado e deu origem à comuna de Kouaoua.